# Changji Dong Lu
Changji Dong Lu (chiń. 昌吉东路站) – stacja metra w Szanghaju, na linii 11. Zlokalizowana jest pomiędzy stacjami Shanghai Saiche Chang i Shanghai Qiche Cheng. Została otwarta 4 kwietnia 2011.